# Рассел Тові
Рассел Джордж Тові (англ. Russell George Tovey, нар. 14 листопада 1981) — англійський актор. Його найвідоміші ролі: перевертень Джордж Сендс у фентезійній комедійній драмі BBC «Бути людиною», Раджа в сценічній і кіноверсії «Любителі історії», Стів у ситкомі BBC Three «Він і вона», Кевін Метісон в оригінальному серіалі HBO «Looking» і фінальному телефільмі «Looking: The Movie».

## Раннє життя
Тові народився 14 листопада 1981 року в Біллеріке, графство Ессекс.  Він молодший із двох дітей Керол Тові (раніше Вебб) і Джорджа Тові, які керували автобусним транспортом у Ромфорді, який доставляв пасажирів з Ессекса до аеропорту Гатвік. У Тові є старший брат Деніел.
В дитинстві Тові відвідував школу Гарольда Корта в Гарольд Вуді та середню школу Шенфілд.
Тові зазначив, що в дитинстві він «був завзятим колекціонером різних речей і полюбляв брати участь в гуртках за інтересами». Батьки підтримували його зусилля, водили його на археологічні розкопки та музеї, купували йому металошукач і їздили на з’їзди мінералогів. Деякий час він хотів бути вчителем історії, але після перегляду «Товариства мертвих поетів», «Бовдурів» та «Залишся зі мною» він вирішив стати актором. Деякий час у підлітковому віці працював помічником на кухні в пабі Billericay's King's Head.

## Кар'єра

### Актор
Свою кар'єру Тові почав, ще дитиною-актором. Він приєднався до місцевого драматичного гуртка і привернув увагу агента, що шукає таланти. Він працював з 11 років і пропустив так багато шкільних занять, що батько запропонував йому кинути школу, але мати переконала батька дозволити їхньому синові продовжувати навчання. Його телевізійна кар'єра почалася в 1994 році, коли він отримав роль у дитячому серіалі «Бруд», який транслювався на CBBC.
Він залишив середню школу у віці 16 років і розпочав курс BTEC з виконавських мистецтв у коледжі Баркінг. Його виключили через рік за те, що він відмовився від ролі в шкільній виставі на користь оплачуваної акторської роботи. Він грав у виставах у Чичестері під керівництвом Дебри Джиллетт, дружини Патріка Марбера. Він познайомився з Марбером через Джиллетт, і Марбер залучив його до п’єси Говарда Каца в Національному театрі. Там він також виступав у постановках «Його дівчина П'ятниця» та «Темні матерії».
У 2004 році він зіграв роль Раджа у п'єсі Алана Беннетта "Любителі історії" у Королівському національному театрі, а також гастролював у Бродвеї, Сіднеї, Веллінгтоні та Гонконзі та грав роль у радіо- та кіноадаптаціях. Спочатку він пробувався на роль Кроутера, але погодився зіграти роль Раджа після того, як Беннетт пообіцяв посилити роль. Невпевнений у собі, оскільки він не відвідував театральну школу, як багато хто з його однолітків, він записався на численні майстеркласи та ораторські курси, що пропонував Національний театр.
Навесні 2007 року Тові зіграв у комедії BBC Three "Rob Brydon's Annually Retentive" повторювану роль продюсера Роба, Бена. Він зіграв мічмана Алонсо Фрейма в різдвяному спеціальному фільмі «Доктор Хто» 2007 року «Подорож проклятих». Рассел Т. Девіс, виконавчий продюсер і провідний сценарист серіалу, запропонував Тові як майбутню заміну Девіду Теннанту до того, як було оголошено, що Одинадцятого Доктора зіграє Метт Сміт. Тові повторив свою роль мічмана Алонсо Фрейма в різдвяній серії «Доктора Хто» 2009-10 років «Кінець часів».
Тові зіграв перевертня Джорджа Сендса, одного з трьох надприродних сусідів у драмі «Бути людиною». Прем'єра пілотного фільму відбулася на BBC Three 18 лютого 2008 року . Шестисерійний серіал було замовлено з першим епізодом і випущеним 25 січня 2009 року. Тові покинув постійний акторський склад шоу на початку четвертого сезону 5 лютого 2012 року.
У листопаді 2012 року компанія AudioGO Ltd випустила версію аудіокниги «Переслідувачі» Марка Міхаловського (пов'язана з романом «Бути людиною»), яку озвучив Тові.

У 2008 році в інтерв’ю Attitude Тові висловив бажання грати похмуріші ролі: 
|  | справді похмурих, скривджених персонажів... таких як драг-квін, хлопці за викликом, когось, хто зазнав насильства, або ґвалтівника,Оригінальний текст (англ.) really dark, fucked-up characters... like drag queens, rent boys, someone who has been abused, a rapist". |

 — хоча зазначив, що він не вважає себе "скривдженим".
У березні 2009 року актор зіграв головну роль у виставі «Диво» в Театрі Королівський двір в ролі Гері Трудгілла, британського солдата, який повернувся в Норфолк з-за кордону. 8 березня 2009 року він вручив нагороду за найкращу жіночу роль Маргарет Тайзак за її роль у фільмі «Сад крейди» на церемонії вручення нагород Лоуренса Олів'є в Гросвенор Хаус.
У 2009 році Тові працював над фільмом «Великий»  і знявся у двох пілотних телевізійних серіалах: «Молодий, безробітний і ледачий» (ситком BBC Three), перейменований на «Він і вона»  у 2010 році, і «Дедалі погані рішення». Тодда Маргарета (частина Comedy Showcase ), комедія телекомпанії Channel 4 зі Спайком Джонзом і Віллом Арнеттом, написана Девідом Кроссом і Шоном Паєм.
Він також знявся у трьох короткометражних фільмах:
Падіння (прем'єра якого відбулася на кінофестивалі Rushes Soho Shorts у 2009 році),
Рик, прем'єра якого відбулася на кінофестивалі в Палм-Спрінгсі 24 червня 2009 року 
У 2011 році він став озвучувачем/оповідачем у шоу BBC Three «Сонце, секс і підозрілі батьки» та його допоміжних програмах, яке тривало п’ять серій до липня 2015 року. Тові розповідав кожен епізод, випущений в ефір.
Тові зіграв Баджі, одного з друзів Гевіна, у комедійній драмі ВВС «Гевін і Стейсі». У січні 2012 року він з'явився в британській кримінальній драмі «Шерлок», зігравши Генрі Найта в епізоді «Собаки Баскервіля». Він зіграв головну роль у ситкомі ITV The Job Lot, який вийшов у ефір у 2013 році та розгортається в жвавому бюро з питань безробіття у Вест-Мідлендсі.
У 2013 році Тові підписав контракт на участь в американському телесеріалі Дивлячись про групу друзів-геїв, які живуть у Сан-Франциско. Його 8-серійний перший сезон транслювався на HBO у 2014 році. Тові був прийнятий до регулярного складу акторів серіалу при другому сезоні.
У 2015 році Тові знявся в історичному драматичному серіалі «Вигнанці», написаному Джиммі МакГоверном, про групу каторжників з Британії в Австралії у 18 столітті.
У тому ж 2015 році Тові зробив свій перший з багатьох живих виступів для мистецької та розважальної компанії Pin Drop Studio, прочитавши коротке оповідання перед аудиторією, після чого дав інтерв’ю Саймону Олдфілду.
У 2016 році Тові брав участь у трилерній драмі ABC «Квантіко» на звичайну роль Гаррі Дойла.
У квітні 2017 року Тові повернувся до Королівського національного театру, щоб з’явитися у оновленій п’єссі Тоні Кушнера «Ангели в Америці» Маріанни Елліот, разом з Ендрю Гарфілдом і Натаном Лейном.
У вересні 2017 року стало відомо, що Тові озвучуватиме Рея Терріла / The Ray, репортера, який отримує світлові здібності після впливу генетичної світлової бомби, в анімаційному веб-серіалі Борці за свободу: Промінь на CW Seed. Тові з'явилася в «Кризі на Землі-X», кросовері Arrowverse між Супердівчиною, Стрілою, Флешем та Легендами заврашнього дня.
У 2019 році Тові знявся в акторському ансамблі в шоу «Роки та роки», а також з’явився разом з Хелен Міррен та Ієном Маккелленом у драматичному фільмі «Ідеальна брехня».
Тові був нагороджений знаковою культурною премією на дев'ятій щорічній премії Virgin Atlantic Attitude Awards.
У 2021 році було оголошено, що Тові візьме участь у фільмі «Алілуя» у ролі Коліна Колмана, екранізації однойменної п’єси Аллана Беннета, що знімався режисером Річардом Ейром, у якому також зіграли Дженніфер Сондерс, Баллі Гілл, Девід Бредлі, Дерек Джейкобі та Джуді Денч  Премьра назначена на вересень 2022 року.
У 2024 році Тові знявся в ролі Джона О'Ші, постійного коханця Трумена Капоте, в антологічному серіалі FX Feud: Capote vs. The Swans .
У липні 2024 року було оголошено, що Тові повернеться до всесвіту «Доктора Хто» як новий персонаж у додатковому серіалі «Війна між землею та морем».

### Автор
Тові, також є письменником, драматургом і сценаристом. Він написав три п’єси (усі не поставлені станом на серпень 2010 року), а одне з його оповідань навіть було опубліковано в жіночому журналі "Компанія".
Він також написав короткометражний фільм «Віктор» і станом на серпень 2010 року шукав фінансування для виробництва картини. Поки, що безрультатно.
У 2021 році разом зі своїм другом Робертом Діаментом він опублікував книгу Talk Art. Everything you wanted to know about contemporary art but were afraid to ask.

## Художнє колекціонування
Тові колекціонує сучасне мистецтво, яким він захопився у віці 21 року, коли батьки купили йому картину Трейсі Емін, якою він захоплювався під назвою «Мізки собаки».  Крім кількох робіт Еміна, його колекція тепер також включає роботи Вольфганга Тілманса, Джаміана Джуліано Віллані, Шеннона Ебнера, Ребекки Воррен, Джойс Пенсато, Амоако Боафо, Уолтера Прайса, Луїса Фратіно, Дорона Ленгберга, Кармен Еррера, Роуз Вайлі, Тойїна Оджі Одутола, Ліза Брайс і Матіас Фалдбакен серед інших. Незважаючи на те, що він купує мистецтво з 20 років, він вважає себе «правильним колекціонером» приблизно з 2010 року, і зараз його колекція складається з понад 300 творів мистецтва. Тові прагне підтримувати молодих художників і художників середньої кар’єри своїм колекціонуванням 
З 2018 року Тові веде аудіоподкаст під назвою «Діалоги про мистецтво» зі своїм другом, галеристом Робертом Дайментом із галереї картин Carl Freedman, у якому вони спілкується зі своїми улюбленими художниками, кураторами та ентузіастами мистецтва. У більш ніж 120 епізодах серед гостей були Раян Гандер, Роуз Вайлі, Заве Ештон і Ганс Ульріх Обріст.
У 2019 році Тові був ведучим мистецького фестивалю Марґейт Зараз у Марґейті.

## Особисте життя
Рассел визнав, що є - геєм. У підлітковому віці Тові не зміг прийняти свою сексуальну орієнтацію.  Хоча він каже, що у нього були конфлікти в сім'ї з цого приводу, коли йому було 15 чи 16. Він зізнався батькам про своє бачення, коли йому було 18. Згодом між Тові та його батьком виникли серйозні розбіжності, і його батько припустив, що, якби він знав раніше, він би попросив Тові прийняти гормони або пройти якесь інше лікування, щоб «вирішити проблему». Тові каже, що його батьки були глибоко стурбовані можливістю зараження ним ВІЛ, що могло сприяти розбіжностям. Народження племінника Тові Натана в жовтні 2004 року допомогло їм налагодити стосунки.
У 2015 році Тові став об’єктом публічної критики з боку ЛГБТ+ преси через його коментарі щодо жіночих геїв. У своєму інтерв’ю Тому Ламонту з Обзервер актор заявив, що навчання в школі змусило його відчути, ніби він «повинен стати більш жорстким», продовжуючи: «Якби я міг розслабитися, гарцювати та співати на вулиці, можливо, тепер я став би іншою людиною». Значна частина критики була зосереджена на тому, що сприймалося, як пасивна критика жіночих геїв, і Тові сказав, що «я дякую своєму татові за це, за те, що він не дозволив мені піти на цей шлях». Пізніше Тові вибачився за зауваження та припустив, що вони не відображають його поглядів.
Повідомлялося, що Тові зустрічався з тренером по регбі Стівом Брокманом на початку 2016 року. В лютому 2018 року, вони одружилися,  але розлучилися в червні того ж року.
У 2019 році вони помирилися і станом на 2022 рік досі разом.

## Фільмографія

### Фільми
| Рік  | Назва                       | Роль                        | Примітки               |
| ---- | --------------------------- | --------------------------- | ---------------------- |
| 2001 | Нове вбрання імператора     | Рекрут                      |                        |
| 2006 | Хлопчики історії            | Пітер Рудж                  |                        |
| 2009 | Попутно                     | Генрі Треверс               | Короткометражний фільм |
| 2010 | Величезний                  | Карл                        |                        |
| 2012 | Ґреберси                    | Адам Сміт                   |                        |
| 2012 | Пірати! Банда невдах        | Пірат Альбінос              | Голос                  |
| 2012 | Tower Block                 | Павло                       |                        |
| 2014 | Еффі Грей                   | Джордж                      |                        |
| 2014 | Найрозшукуваніші мапети     | Кур'єр                      |                        |
| 2014 | Чорне дерево                | Джек                        |                        |
| 2014 | Гордість                    | Тім                         |                        |
| 2014 | Мумі-тролі на Рив'єрі       | Мумітроль                   | Голос                  |
| 2015 | Stick Man                   | Пес                         | Голос                  |
| 2015 | Леді у фургоні              | Молодий чоловік із сережкою |                        |
| 2016 | Пас                         | Джейсон                     |                        |
| 2016 | Mindhorn                    | Пол Меллі                   |                        |
| 2017 | Гіпопотам                   | Руперт Кейнс                |                        |
| 2019 | Ідеальна брехня             | Стівен                      |                        |
| 2022 | Алілуя                      | Колін Колман                |                        |
| 2023 | Ніч лотоса                  | Чарлі                       |                        |
| 2023 | Це все повертається до мене | TBA                         |                        |
| 2025 | У цивільному                | Ендрю                       | У виробництві          |

### Телесеріали
| Рік       | Назва                                            | Роль                    | Місце |
| --------- | ------------------------------------------------ | ----------------------- | --- |
| 1994      | Бруд                                             | Білл Бейлі              | Всі епізоди |
| 1996      | Spywatch                                         | Денніс Шилі             | Всі епізоди |
| 1998      | Таємниці місіс Бредлі                            | Stable Boy              | Епізод: «Швидка смерть» |
| 2000      | Hope and Glory                                   | Gary Bailey             | Епізод 2.2 |
| 2001      | Пуаро Агати Крісті                               | Лайонел Маршалл         | Епізод: «Зло під сонцем» |
| 2001      | The Bill                                         | Tyro Shaw               | 2 епізоди |
| 2001      | Holby City                                       | Jerome Hibbert          | Епізод: "Borrowed Time" |
| 2002      | Елітне військо                                   | Weasel                  | Епізод: «Стрілецький будинок» |
| 2002      | Мовчазний свідок                                 | Джош Палмер             | Епізод: "Kith and Kill" (2 parts) |
| 2002      | The Bill                                         | Kieran Elcott           | Епізод: "068" |
| 2003      | William and Mary                                 | Aaron Patterson         | 4 епізоди |
| 2003      | Servants                                         | John Walters            | 4 епізоди |
| 2005      | Holby City                                       | Adam Spengler           | Епізод: "Soft Centred" |
| 2005      | Messiah IV: The Harrowing                        | Robbie McManus          | 3 епізоди |
| 2005      | Моя родина та інші звірі                         | Леслі Даррелл           | Телефільм |
| 2007–2009 | Gavin &amp; Stacey                               | Budgie                  | 4 епізоди |
| 2007      | Rob Brydon's Annually Retentive                  | Ben                     | 5 епізодів |
| 2007      | Доктор Хто                                       | Midshipman Alonso Frame | Епізод: "Voyage of the Damned" and "The End of Time"                                                                                   |
| 2008–2012 | Бути людиною                                     | Джордж Сендс            | 24 епізоди |
| 2008      | Прах до праху                                    | Маркус Джонстон         | 5 епізодів |
| 2008      | Mutual Friends                                   | Estate Agent            | 5 епізодів |
| 2008      | Крихітка Дорріт                                  | Джон Чівер              | 10 епізодів |
| 2009      | Міс Марпл Агати Крісті                           | Констебль Теренс Рід    | Епізод: «Вбити легко» |
| 2009      | The Increasingly Poor Decisions of Todd Margaret | Дейв                    | Пілотний випуск |
| 2010–2013 | Him & Her                                        | Стів Маршалл            | 25 епізодів |
| 2010–2011 | Доктор Хто: Конфіденційно                        | Narrator                | 14 епізодів |
| 2011–2015 | Сонце, секс і підозрілі батьки                   | Оповідач                | |
| 2012      | Шерлок                                           | Генрі Найт              | Епізод: «Собаки Баскервіля» |
| 2013      | Talking to the Dead                              | DS Huw Brydon           | 2 епізоди |
| 2013      | The Dog Rescuers                                 | Narrator                | 10 епізодів |
| 2013      | What Remains                                     | Michael Jenson          | 4 episodes |
| 2013–2015 | The Job Lot                                      | Karl Lyndhurst          | 18 епізодів |
| 2014–2015 | Looking                                          | Kevin Matheson          | 15 Сезон |
| 2015      | Drunk History                                    | Карл II                 | 6 епізодів |
| 2015      | Banished                                         | James Freeman           | 7 епізодів |
| 2016      | Looking: The Movie                               | Kevin Matheson          | Телефільм |
| 2016      | The Comic Strip Presents... Red Top              | Andy Coulson            | Телефільм |
| 2016      | The Night Manager                                | Simon Ogilvey           | Episode 1 |
| 2016–2018 | Квантико                                         | Гаррі Дойл              | Series regular |
| 2018      | Shane the Chef                                   | Shane                   | Всі епізоди |
| 2017      | Queers: More Anger                               | Phil                    | BBC4 TV monologue |
| 2017      | Флеш                                             | Ray Terrill / The Ray   | Episode: "Crisis on Earth-X, Part 3"                                                                                                   |
| 2017      | Легенди завтрашнього дня                         | Ray Terrill / The Ray   | Episode: "Crisis on Earth-X, Part 4"                                                                                                   |
| 2019      | The Great Celebrity Bake Off for SU2C            | Самого себе             | Channel 4's Great British Bake Off Special for Stand Up To Cancer – Series 2, Episode 2                                                |
| 2019      | Довгі роки                                       | Деніел Лайонс           | Головна роль (4 episodes) Номінація — Телевізійна премія Critics' Choice за найкращу чоловічу роль другого плану у фільмі/міні-серіалі |
| 2019      | Супердівчина                                     | Рей Террілл / Промінь   | Не в титрах; Епізод: «Криза на нескінченних Землях, частина 1»                                                                         |
| 2020      | Flesh and Blood                                  | Жейк                    | 4 епізоди |
| 2020      | Сестра                                           | Натан                   | 4 епізоди |
| 2021      | RuPaul's Drag Race UK                            | Himself                 | Guest judge |
| 2022      | Американська історія жаху: Нью-Йорк              | Патрік Рід              | 10 епізодів |
| 2023      | Сік                                              | хлопець                 | Повторювана роль |
| 2024      | Ворожнеча: Капоте проти Лебеді                   | Джон О'Ші               | 3 епізоди |
| 2025      | Війна між сушею і морем                          | TBA                     | Головна роль; 5 серій |

### Інтернет
| Рік            | Назва                     | Роль                  | Примітки           |
| -------------- | ------------------------- | --------------------- | ------------------ |
| 2017–2018 роки | Борці за свободу: Промінь | Рей Террілл / Промінь | Мультсеріал        |
| 2021 рік       | Картина Доріана Грея      | Безіл Холворд         | Онлайн виробництво |

## Інші кредити

### Театр
| Рік            | Назва                       | Роль                                            | Театр                                                   | Місцезнаходження |
| -------------- | --------------------------- | ----------------------------------------------- | ------------------------------------------------------- | ---------------- |
| 2000 рік       | Офіцер з вербування         |                                                 | Чичестерський фестивальний театр                        | Чичестер         |
| 2001 рік       | Говард Кац                  | Театр Коттесло, Королівський національний театр | Лондон                                                  |                  |
| 2002 рік       | пластилін                   | Spira / Хлопець займається сексом               | Королівський придворний театр                           | Лондон           |
| 2003 рік       | Генрі V                     | хлопчик                                         | Театр Олів'є, Королівський національний театр           | Лондон           |
| 2003 рік       | Його Дівчина П'ятниця       | Ральф Суїні                                     | Театр Олів'є, Королівський національний театр           | Лондон           |
| 2003–2004 роки | Його Темні Матеріали        | Роджер Парслоу                                  | Театр Олів'є, Королівський національний театр           | Лондон           |
| 2004–2006 роки | Хлопчики історії            | Пітер Рудж                                      | Театр Літтлтон, Королівський національний театр         | Лондон           |
| 2005 рік       | Проект Ларамі               | Гіл Енген                                       | Театр звуку                                             | Лондон           |
| 2005–2006 роки | Пригоди Ерже Тінтіна        | Тінтін                                          | Центр мистецтв Barbican                                 | Лондон           |
| 2006 рік       | Хлопчики історії            | Пітер Рудж                                      | Ліричний театр, Академія виконавських мистецтв Гонконгу | Гонконг          |
| 2006 рік       | Хлопчики історії            | Пітер Рудж                                      | Сент-Джеймс                                             | Веллінгтон       |
| 2006 рік       | Хлопчики історії            | Пітер Рудж                                      | Сіднейський театр                                       | Сідней           |
| 2006 рік       | Хлопчики історії            | Пітер Рудж                                      | Театр Бродхерст, Бродвей                                | Нью-Йорк         |
| 2007 рік       | Респектабельне весілля      | Наречений                                       | Молодий Вік                                             | Лондон           |
| 2008 рік       | Море                        | Біллі Халлеркат                                 | Королівський театр Хеймаркет                            | Лондон           |
| 2009 рік       | Чудо                        | Гері Трудгілл                                   | Королівський придворний театр                           | Лондон           |
| 2012 рік       | Секс з незнайомцем          | Адам                                            | Трафальгарські студії                                   | Лондон           |
| 2014 рік       | Перевал                     | Джейсон                                         | Королівський придворний театр                           | Лондон           |
| 2015 рік       | Вид з мосту                 | Родольфо                                        | Театр «Ліцей».                                          | Нью-Йорк         |
| 2017 рік       | Ангели в Америці            | Джо Пітт                                        | Театр Літтелтона, Королівський національний театр       | Лондон           |
| 2018 рік       | Коханець / Колекція         | Молочник / Білл                                 | Театр Гарольда Пінтера                                  | Лондон           |
| 2020 рік       | Хто боїться Вірджинії Вульф | Нік                                             | Театр Бут, Бродвей                                      | Нью-Йорк         |

### Радіо та читання
| рік      | Назва                            | Роль       |
| -------- | -------------------------------- | ---------- |
| 2006 рік | Хлопчики історії                 | Пітер Рудж |
| 2007 рік | сміття                           | Ден        |
| 2009 рік | Урядовий інспектор               | Жандарм    |
| 2009 рік | Чудовий Крайтон                  | Крайтон    |
| 2009 рік | Newfangle                        | Newfangle  |
| 2009 рік | Остання ніч, ще один солдат      | Брігсі     |
| 2009 рік | Найбагатша людина Великобританії | Дом        |
| 2011 рік | Сільські місцевості              | Саймон     |

Тові прочитав кілька книг для аудіо, зокрема виставу «Портрет Доріана Грея» 2017 року. Він є оповідачем у 20-му ювілейному виданні аудіокниги Ніка Горнбі Висока точність відтворення, випущеному в 2015 році. Крім того, з 2016 року він є читачем аудіокниг із серії книг Ліз Пічон про Тома Ґейтса, починаючи з книги «Суперхороші навички (майже...)», замінивши Руперта Ґрінта.

## Зовнішні посилання
- Рассел Тові з Британського інституту кіно
- Рассел Тові на сайті IMDb (англ.)   </img>
- Рассел Тові на сайті Internet Broadway Database (англ.)  </img>
- Рассел Тові у соцмережі «Твіттер»   </img>
- Інтерв'ю The New York Times